# Santa Chiara (Nápoly)
A Santa Chiara nápolyi bazilika, egyházi komplexum, amely magába foglalja a tulajdonképpeni templomot, a kolostort, kriptákat és egy múzeumot.

## Története
A kolostor 1310-1340 között épült Anjou Róbert megbízásából, akit ide is temettek. Az eredeti templom provanszáli-gótikus stílusban épült, majd a 17-18. században barokk stílusban átépítették Domenico Antonio Vaccaro felügyelete alatt. Miután az épület majdnem teljesen kiégett a második világháborús bombázások következtében, 1953-ra restaurálták.

## Leírása
Az egyszerű homlokzat erős hatást gyakorol, ezt csak a központi rózsaablak ellensúlyozza. A harangtoronyt, amely különálló építmény, 1328-ban kezdték építeni, de csak a reneszánsz idejére lett kész. Napjainkban főoltára sima, egyszerű asztal (mensa). Mögötte magasodik Anjou Róbert síremléke, amely tulajdonképpen egy hatalmas szoborkép és a király alakján kívül láthatók családjának tagjai is: a durazzói hercegnő, a calabriai herceg lánya, Róbert másodszülött fia, I. Johanna, a magyar Endre herceg felesége, Róbert második felesége, a templom alapítója. A síremléket a firenzei Bertini testvérek készítették 1343-1345 között. A szentélyhez legközelebb eső jobb oldali kápolnában a Bourbon királyok 18. század végi és 19. század eleji síremlékei láthatók. A templom legkorábbi emléke a szentély jobb oldalából kivezető konventajtó külső szobrászati dísze: a kapubetétet alkotó hat gótikus oszlop és a négy oroszlánszobor. Ezen ajtón keresztül közelíthető meg a kórus nagyméretű terme, melyet egy fekvő királyszobor díszít.
Az épületegyüttes másik fontos látnivalója a kolostorudvar, amelyet a 14. században építettek és a későbbi évszázadok során padjait, kutait sárga mázas majolikatéglákkal raktak ki. A helyi hagyomány szerint a majolikalapokat egy apácává lett művészi hajlamú hölgy festette aki így akart színt adni az apácák egyhangú életének.
A templomban található Salvo d’Acquisto nemzeti hős síremléke, aki a második világháborúban életét áldozta huszonkét civil fogoly kiszabadításáért.
Múzeuma a templom történetébe nyújt betekintést, valamint régészeti emlékeket és a régi templombelső díszítéseit vonultatja fel illetve egy 18. századi betlehemest, amelyet Nápoly legszebbjének tartanak.

## A kriptában nyugvó nevezetesebb személyek
- Mária Klementina osztrák főhercegnő (1777–1801), József nádor húga, Ferenc Gennaro nápoly–szicíliai trónörökös első felesége,
- I. Ferdinánd nápoly–szicíliai király (1751–1825),
- I. Ferenc nápoly–szicíliai király (1777–1830),
- Savoyai Mária Krisztina szárd királyi hercegnő (1812–1836), II. Ferdinánd nápoly–szicíliai király első felesége,
- Mária Izabella spanyol infánsnő (1789–1848), I. Ferenc nápoly–szicíliai király második felesége,
- Lipót nápoly–szicíliai királyi herceg, Salerno hercege (1790–1851), I. Ferdinánd nápoly–szicíliai király fia,
- II. Ferdinánd nápoly–szicíliai király (1810–1859)
- Anna Mária szász királyi hercegnő (1836–1859), I. János szász király leánya, IV. Ferdinánd toszkánai nagyherceg első felesége,
- Mária Terézia Izabella osztrák főhercegnő (1816–1867), Károly főherceg, tábornagy leánya, II. Ferdinánd nápoly–szicíliai király második felesége,
- II. Ferenc nápoly–szicíliai király (1836–1894)
- Mária Zsófia bajor hercegnő (1841–1925), Erzsébet császárné és királyné húga, II. Ferenc nápoly–szicíliai király felesége.